# Feletto
 Feletto  (piemontiul: Osas) egy olasz község a Piemont régióban, Torino megyében.

## Elhelyezkedése
A vele szomszédos települések : Bosconero, Lusigliè, Rivarolo Canavese, San Giorgio Canavese és San Giusto Canavese.

Feletto község Torino megye térképén